# Anna Raciborska
Anna Raciborska – polska pediatra, onkolog, profesor nauk medycznych, kierownik Kliniki Onkologii i Chirurgii Onkologicznej w Instytucie Matki i Dziecka w Warszawie.

## Życiorys
W 2002 r. obroniła pracę doktorską pt. Monitorowanie Choroby Resztkowej u dzieci z ostrą białaczką limfoblastyczną metodą PCR, której promotorem była prof. Roma Rokicka-Milewska. W 2016 r. uzyskała stopień doktora habilitowanego za pracę pt. Optymalizacja leczenia mięsaka Ewinga u dzieci i młodzieży w Polsce - ocena opcji terapeutycznych w aspekcie otrzymanych wyników leczenia, analiza nowych możliwości. 
Pracowała w Katedrze i Klinice Pediatrii, Hematologii i Onkologii na I Wydziale  Lekarskim z Oddziałem Stomatologicznym Akademii Medycznej w Warszawie. W 2016 r. podjęła pracę w Instytucie Matki i Dziecka, gdzie w 2017 r. została kierownikiem Kliniki Onkologii i Chirurgii Onkologicznej Dzieci i Młodzieży, jest również członkiem Rady Naukowej IMiD. W 2024 r. uzyskała tytuł profesora nauk medycznych.

## Działalność naukowa
Wybrane publikacje
- Anna Raciborska, Guzy kości u dzieci i młodzieży – ważne informacje dla pediatry [online], Pediatria po Dyplomie [dostęp 2023-09-03].
- Victor Rechl i inni, Factors Influencing the Outcome of Patients with Primary Ewing Sarcoma of the Sacrum, „Sarcoma”, 2024, 2024, s. 1–9, DOI: 10.1155/2024/4751914, PMID: 38524902, PMCID: PMC10960648 [dostęp 2024-05-27] (ang.).
- Agata Marjańska i inni, Anti-PD-1 Therapy in Advanced Pediatric Malignancies in Nationwide Study: Good Outcome in Skin Melanoma and Hodgkin Lymphoma, „Cancers”, 16 (5), 2024, art. nr  968, DOI: 10.3390/cancers16050968, PMID: 38473329, PMCID: PMC10931151 [dostęp 2024-05-27] (ang.).
- Agnieszka Śmieszek i inni, Identification and characterization of stromal-like cells with CD207+/low CD1a+/low phenotype derived from histiocytic lesions – a perspective in vitro model for drug testing, „BMC Cancer”, 24 (1), 2024, art. nr  105, DOI: 10.1186/s12885-023-11807-0, PMID: 38342891, PMCID: PMC10860276 [dostęp 2024-05-27] (ang.).
- Vassilios Papadakis i inni, The ECHO recommendations for dealing with vinblastine shortage affecting standard treatment of systemic Langerhans cell histiocytosis, „Pediatric Blood & Cancer”, 71 (3), 2024, art. nr e30850, DOI: 10.1002/pbc.30850, PMID: 38185727 [dostęp 2024-05-27] (ang.).
- Dominik Wawrzuta i inni, Revisiting the role of radiotherapy in the treatment of neuroblastoma 4S: 30 years of institutional experience and systematic review, „Clinical and Translational Radiation Oncology”, 47, 2024, art. nr  100791, DOI: 10.1016/j.ctro.2024.100791, PMID: 38745962, PMCID: PMC11090876 [dostęp 2024-05-27] (ang.).
- Anna Raciborska, Teresa Klepacka, Elżbieta Michalak, Standardy postępowania diagnostycznego w guzkach kości u dzieci i młodzieży, „Przegląd Pediatryczny”, 48 (3), 2019, s. 112–115 [dostęp 2023-09-03].

Projekty
- Ocena skuteczności i bezpieczeństwa zastosowania regorafenibu u pacjentów z opornymi na leczenie pierwotnymi nowotworami kości (REGBONE), Agencja Badań Medycznych, 2021/ABM/01/00019[6]
- Optymalizacja postępowania oraz leczenia małoletnich pacjentów z rozrostami z komórek histiocytarnych – pierwsze polskie niekomercyjne badanie kliniczne POL HISTIO - 2019/ABM/01/00016[7]
- Ocena skuteczności i bezpieczeństwa zastosowania naksytamabu u pacjentów z opornym na leczenie mięsakiem Ewinga (BUTTERFLY) - 2022/ABM/01/00006[8]

## Nagrody i wyróżnienia
1. Prof. Anna Raciborska - nagroda Omnia Pro Infirmis: Wszystko dla Chorych - w konkursie WPROST Wizjonerzy – Reformatorzy Zdrowia 2025 - 20.03.2025[9]
2. Prof. Anna Raciborska wyróżniona w plebiscycie Lista Stu 2024 Pulsu Medycyny w kategorii najbardziej wpływowych osób w polskiej medycynie - zajęcie miejsca 44. - 17.02.2025[10]
3. I miejsce w konkursie PR Wings w kategorii Rynek Zdrowia dla kampanii (P)okaż serce - we współpracy z Good One PR -13.11.2024[11]
4. Nagroda specjalna dla kampanii (P)okaż serce - we współpracy z Good One PR w konkursie PR Wings - 13.11.2024[12]
5. Wyróżnienie w konkursie PR Wings w kategorii Efektywność dla kampanii (P)okaż serce - we współpracy z Good One PR -13.11.2024[13]
6. Nagroda SheO Tygodnika Wprost w kategorii Nadzieja w Medycnie[14]
7. Nagroda Prezesa Agencji Badań Medycznych - Medycyna Jutra w kategorii Główny Badacz - 17.11.2022[15]
8. II miejsce w konkursie Złoty Skalpel Pulsu Medycyny, za „autorskie, pediatryczne, niekomercyjne badania kliniczne w IMID obejmujące leczenie celowane i immunoterapię” – 08.11.2022[16][17]
9. II miejsce w kategorii Wydarzenie Rynku Zdrowia w konkursie Portrety Medycyny: „Wdrożenie i przeprowadzanie w Instytucie Matki i Dziecka w Warszawie unikatowych operacji ortopedycznych u dzieci chorych onkologicznie” - 24.10.2022[18]
10. IV miejsce w konkursie Pulsu Medycyny Złoty Skalpel 2021 – „Unikatowe zabiegi rekonstrukcyjne u dzieci z pierwotnymi nowotworami kości”[19]
11. Brązowy Krzyż Zasługi, za działalność na rzecz rozwoju medycyny i ochrony zdrowia publicznego[20].
12. Złoty skalpel – IV miejsce za projekt „Innowacyjny zabieg rekonstrukcji całej kości ramiennej u 8 miesięcznej dziewczynki (wycięcie guza ramienia lewego z całą kością ramienną lewą, leczenie rekonstrukcyjne endoprotezą poresekcyjną wydłużalną)” - nagroda dla zespołu; kierownik zespołu Raciborska A – Puls Medycyny 10.10.2018[21]